# Parapalystes megacephalus
Parapalystes megacephalus är en spindelart som först beskrevs av Carl Ludwig Koch 1845.  Parapalystes megacephalus ingår i släktet Parapalystes och familjen jättekrabbspindlar. Inga underarter finns listade i Catalogue of Life.